# 約納河
47°12′55″N 8°50′38″E / 47.21527°N 8.84386°E

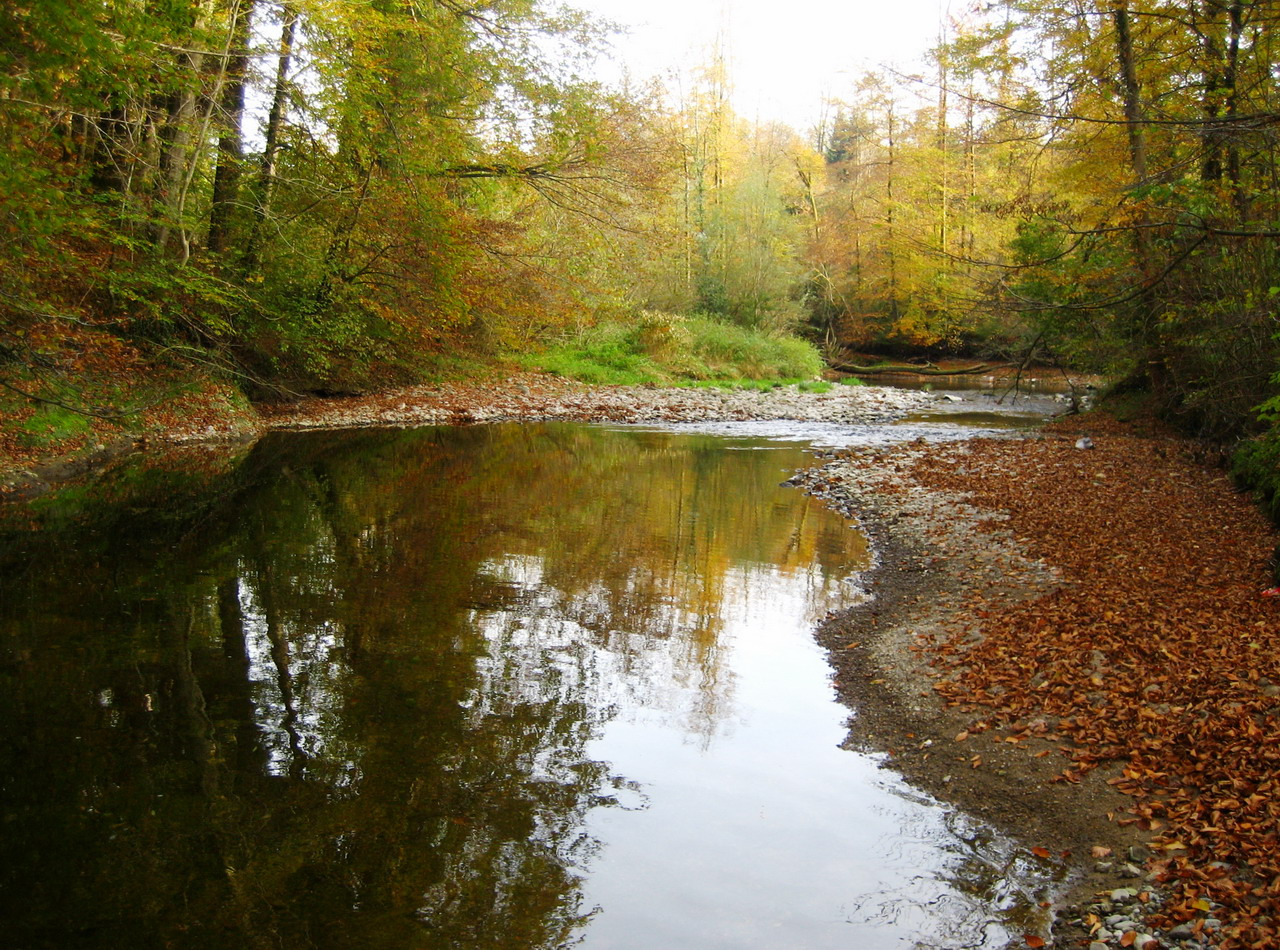

約納河（德語：Jona）是瑞士的河流，位於該國東北部，流經蘇黎世州和聖加侖州，河道全長18.8公里，流域面積78.4平方公里，河口處在拉珀斯維爾-約納。